# Robert Nivelle
Robert Georges Nivelle (Tulle, 15 de outubro de 1856 — Paris, 22 de março de 1924) foi um militar francês que alcançou o posto de general e comandante-em-chefe do exército francês durante a Primeira Guerra Mundial.
Serviu na Indochina, Argélia e China como oficial de artilharia, sendo promovido a general de brigada junto com Philippe Pétain, em outubro de 1914, no início da Primeira Guerra. Em dezembro de 1916, foi apontado comandante das tropas franceses na Frente Ocidental. Entre abril e maio de 1917, comandou um grande ataque (a Ofensiva Nivelle) através de Chemin des Dames. A investida não foi bem sucedida, com milhares de franceses sendo mortos. Nivelle foi duramente criticado por excesso de confiança e planejamento ruim. Se seguiu um motim no exército francês, que derrubou a moral entre as tropas. Nivelle foi eventualmente substituído por Philippe Pétain no comando. Ele foi transferido para o Norte da África e ficou lá até o fim da guerra. Ele faleceu em 22 de março de 1924 e foi enterrado em Les Invalides.